# Roger Baudechon
Roger Baudechon, né le 17 février 1934 à Bois-de-Lessines (Hainaut) et mort le 18 octobre 2012 à Neufvilles (Hainaut), est un coureur cycliste belge, professionnel de 1958 à 1963. 

## Palmarès
- 1954
  - 3e du championnat de Belgique militaires sur route
- 1955
  - Circuit des Neuf Provinces
  - Bruxelles-La Bouverie
  - 2e de Bruxelles-Saint-Trond
  - 2e de Bruxelles-Marke
- 1956
  - Bruxelles-Biévène
  - 2e du championnat de Belgique sur route amateurs
  - 2e du championnat de Belgique interclubs
- 1957
  - Tour du Lac Léman amateurs
  - Bruxelles-Biévène
  - Blanden-Gembloux-Blanden
  - 3e du Circuit des régions flamandes
  - 5e du Paris-Tours
- 1958
  - 2e du Grand Prix du Brabant wallon

## Résultats sur les grands tours

### Tour d'Italie
- 1959 : abandon